# Stazione di Reggio Calabria Bocale
La stazione di Reggio Calabria Bocale è una fermata ferroviaria posta sulla linea Taranto-Reggio Calabria. Serve il centro abitato di Reggio Calabria.

## Storia
La fermata, in origine denominata Bocale, venne attivata il 15 luglio 1916.

## Movimento
La stazione è servita dai treni del servizio ferroviario suburbano di Reggio Calabria.

## Galleria d'immagini

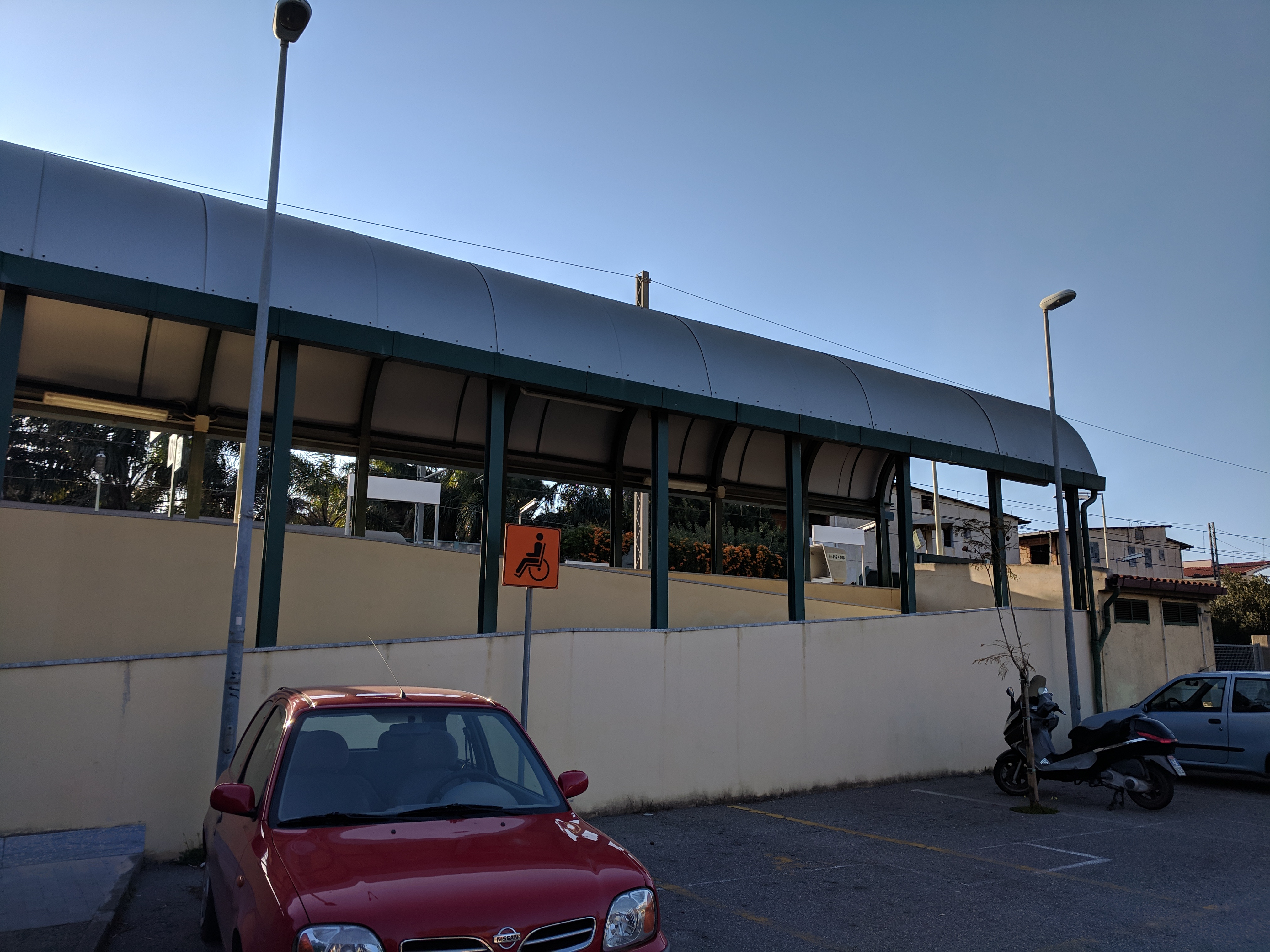
Entrata della stazione
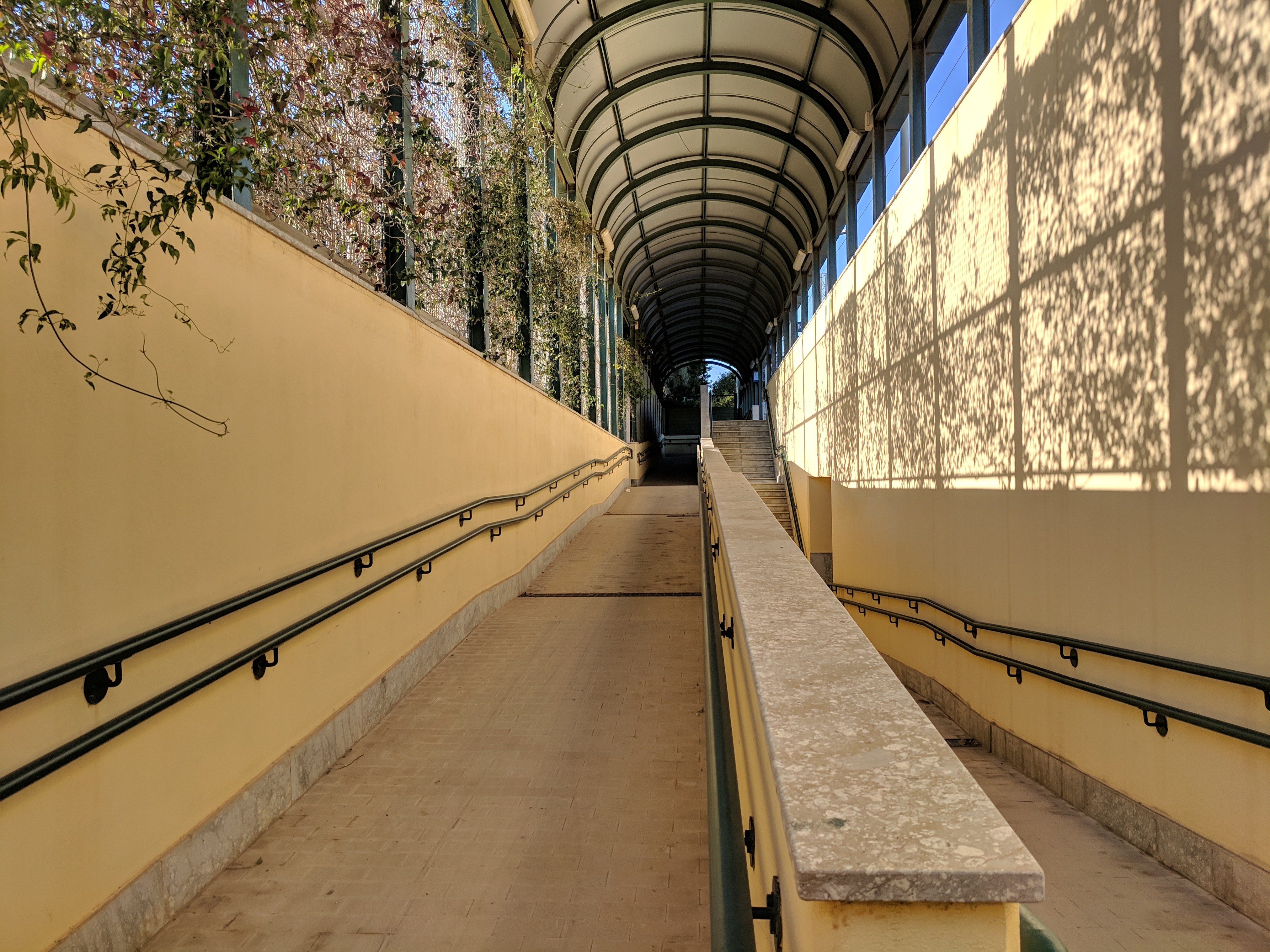
Vista del sottopassaggio che porta al binario 2